# Soltszentimre
Soltszentimre es un pueblo ubicado en el distrito de Kiskőrös, en el condado de Bács-Kiskun, Hungría.

## Superficie
Posee una superficie de 44,49 kilómetros cuadrados.

## Demografía
Hasta 2019 la población era de 1296 habitantes, con una densidad de población de 29,13 habitantes por kilómetro cuadrado.